# Trois Mares
Trois Mares est un lieu-dit de l'île de La Réunion, département d'outre-mer français dans le sud-ouest de l'océan Indien. Il constitue un quartier de la commune du Tampon.
Du malgache "tohamahore", qui signifie "chemin qui monte droit", en référence au sentier qu'utilisait les Marrons pour rejoindre les hauteurs du Tampon. Le nom sera francisé en "Trois Mares"